# Baño eléctrico (electroterapia)

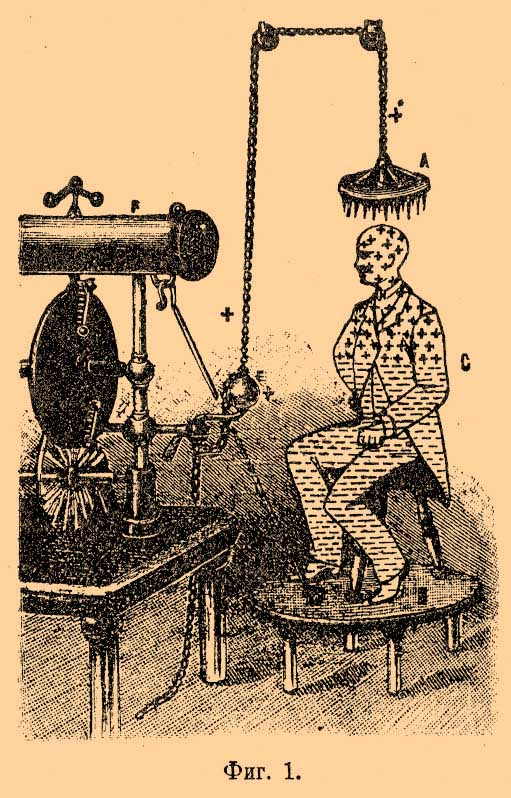
Baño eléctrico de alta tensión, c. 1890s–1900s

Un baño eléctrico es un tratamiento médico del siglo XIX en el que se utilizaba un aparato eléctrico de alta tensión para electrificar a los pacientes, causando una acumulación de carga eléctrica en sus cuerpos. En los Estados Unidos, este proceso se conocía como Franklinización en honor a Benjamin Franklin. El procedimiento se popularizó después de que Franklin lo describiera a mediados del siglo XVIII, pero fue mayormente practicado por charlatanes. Golding Bird lo introdujo en la corriente principal en el Hospital Guy's a mediados del siglo XIX, y cayó en desuso a principios del siglo XX.

## Descripción

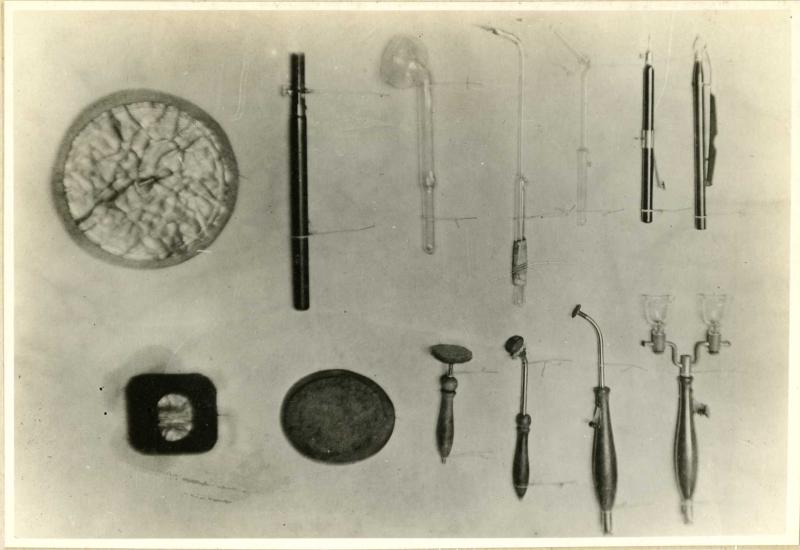
Electrodos variados para electroterapia, c. 1918–1920s

La fuente de electricidad para un baño eléctrico solía ser una máquina eléctrica de fricción. El paciente se sentaba en un taburete de madera, y tanto el paciente como el taburete estaban aislados del suelo mediante una plataforma con patas de vidrio u otro aislante. En algunos casos, el paciente estaba acostado en lugar de sentado. Luego, se cargaba al paciente con electricidad estática, ya sea mediante conexión directa a un electrodo del generador (generalmente el positivo) o a través de inducción electrostática al sostener un electrodo grande cerca del cuerpo del paciente. La tensión eléctrica aplicada era de alrededor de 30–50 kV. El tratamiento podía durar varias horas. Tras la carga, el paciente era «bañado» en electricidad, de ahí el nombre del procedimiento. Esto podía observarse en una habitación oscura como una descarga luminosa alrededor del paciente, especialmente en el cabello y las extremidades.
El tratamiento con baño eléctrico era indoloro, pero provocaba que el paciente se calentara, sudara y experimentara un aumento en la frecuencia cardíaca. También hacía que el cabello se erizara. El baño eléctrico podía constituir un tratamiento en sí mismo o ser la primera etapa de un tratamiento posterior. Un procedimiento común era extraer chispas del paciente tras la carga, especialmente desde la columna vertebral.

## Historia
La electricidad se había utilizado para tratamientos médicos desde mediados del siglo XVIII. Sin embargo, esto ocurría principalmente a manos de charlatanes y curanderos, quienes a menudo promovían el tratamiento como una panacea universal. Un practicante marginal conocido que utilizaba el baño eléctrico fue James Graham. Fue introducido en la corriente principal por Golding Bird en el Hospital Guy's, donde gestionó la «sala de electrificación» desde 1836. No era la primera vez que se usaba electricidad como tratamiento en un hospital, pero Bird fue el primero en estudiar su eficacia con rigor científico. Según Thomas Addison, el uso previo en hospitales había sido «vago e indiscriminado». Bird era consciente de la necesidad de superar esta mala reputación y convencer a sus colegas. En una serie de Informes del Hospital Guy's, Bird identificó tratamientos específicos para condiciones particulares basados en estudios de casos. Fue rápido en señalar las condiciones que no podían tratarse para diferenciar su trabajo de los charlatanes. No obstante, la electroterapia generalmente se consideraba un tratamiento de última instancia cuando todo lo demás había fallado.

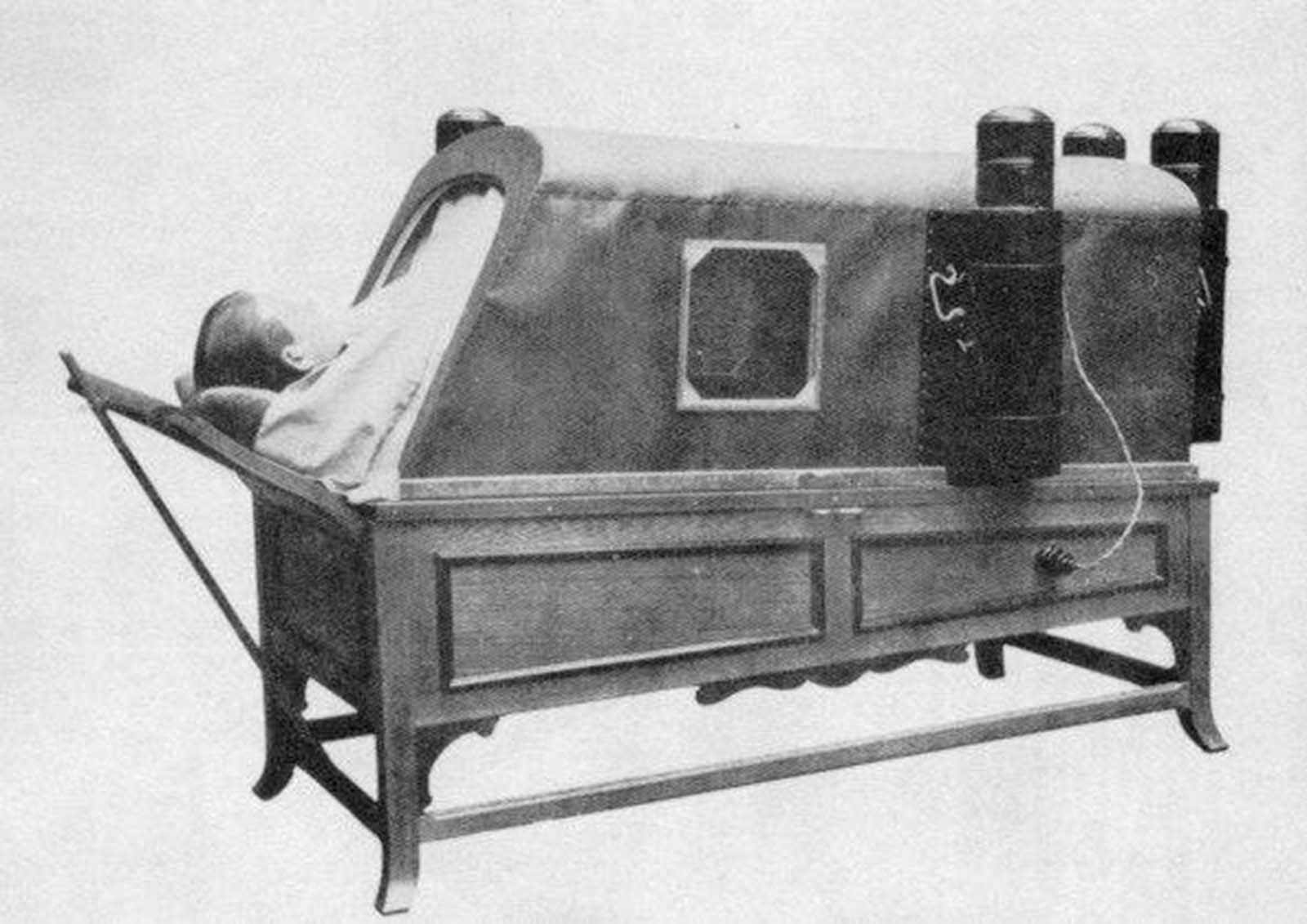
El «baño eléctrico» (o «electroterapia») a bordo del Titanic, ilustración de 1912. Esta instalación estaba ubicada cerca de la piscina y los baños turcos, en la cubierta F.

El uso más común de Bird del baño eléctrico era emplear la carga eléctrica en el paciente para extraer chispas colocando otro electrodo cerca del punto de tratamiento. Usó este método en la columna vertebral de pacientes con corea con cierto éxito. Otra condición para la que Bird empleó este tratamiento fue la muñeca caída causada por intoxicación por plomo. Bird descubrió que había condiciones en las que este tratamiento no funcionaba, principalmente aquellas en las que el cerebro o el sistema nervioso estaban dañados, como la epilepsia.
El proceso de cargar a un paciente con electricidad estática se denominaba Franklinización en honor a Benjamin Franklin, quien experimentó brevemente en este campo. Intentó tratar a varios paralíticos, primero con choques eléctricos y luego con carga estática, pero sin mucho éxito. Describió estos procedimientos en una carta de 1757. La Franklinización también podía aplicarse localmente a una herida o un área específica de la piel con un conjunto de electrodos en forma de agujas. A menudo, la intención era generar una «brisa estática», un flujo de aire ionizado sobre la piel. Alternativamente, podía intentarse inhalar el aire ionizado como una forma de ozonoterapia.
Los aparatos de baño eléctrico para uso médico aún estaban a la venta hasta 1908.